# 石渡利康
石渡 利康（いしわたり としやす、1936年 - ）は、日本の国際法学者、翻訳家。日本大学名誉教授。

## 略歴
東京生まれ。早稲田大学大学院修士課程修了。デンマークのコペンハーゲン大学、スウェーデンのウプサラ大学に学ぶ。東海大学助教授、日本大学国際関係学部ならびに大学院国際関係研究科教授。1999年「北極圏地域研究」で博士（国際関係）。専門は、国際法・北欧法。
専門以外に、北欧流の性教育の著作や翻訳、『小さなバイキングビッケ』の原作の翻訳なども行った。

## 著書
- 『高校生の知恵』（勝利出版） 1970
- 『愛と性の思想』（中央図書、シリーズ・人間を考える） 1971
- 『フィーリングラブ』（勝利出版） 1971
- 『ソクラテスなんて関係ない Joy of Sex & Life』（ビクトリー出版） 1975
- 『日本の性記録 教室では学べない愛のテキスト』（双葉ブックス） 1976
- 『男の子大解剖 女の子よむべからず!!』（二見書房、ミニ・サラ） 1981
- 『女の子大解剖 男の子よむべからず!!』（二見書房、ミニ・サラ） 1981
- 『DしないでCを楽しむ法 正しい避妊学』（ひかりのくに） 1984
- 『北欧共同体の研究 北欧統合の機能的法構造』（高文堂出版社） 1986
- 『北欧の少数民族社会 その法的地位の研究』（高文堂出版社） 1986
- 『性権と人間存在』（高文堂出版社） 1987
- 『アイスランド法の発展と理念』（高文堂出版社、北欧法双書） 1988
- 『サーメ権の法的構造』（高文堂出版社、北欧法双書） 1988
- 『新結婚の医学 愛を高め、性の悩みに答える』（婦人生活社、女性の医学シリーズ） 1988
- 『北欧国際関係の法的諸相』（高文堂出版社、北欧法双書） 1989
- 『北欧安全保障の研究 フィンランド、スウェーデン、ノルウェー、アイスランド、デンマークの安全保障と軍備管理』（高文堂出版社） 1990
- 『スヴァールバルの法的地位』（高文堂出版社、北欧法双書） 1991
- 『北欧協力における意思決定』（高文堂出版社、北欧法双書） 1991
- 『オーランド島:自治と中立』（高文堂出版社、北欧法双書） 1992
- 『フィンランドの中立政策』（高文堂出版社、北欧法双書） 1992
- 『北欧・バルト国際協力』（高文堂出版社、北欧法双書） 1993
- 『北欧の自然環境享受権』（高文堂出版社、北欧法双書） 1995
- 『北極圏地域研究』（高文堂出版社、北欧法双書） 1995

### 共編著
- 『アップルブック What is sex』（ビーバン・クリスチーナ共著、永岡書店） 1980
- 『新段階のヨーロッパ統合』（松本博一共編著、高文堂出版社） 1996

## 翻訳
- 『愛のABZ デンマーク版セックス事典』（インゲ&ステン・ヘゲラー、ビーバン・クリスチーナ共訳、芸文社） 1970
- 『インゲとステンにたずねなさい』（インゲ&ステン・ヘゲラー、ビーバン・クリスチーナ共訳、大光社） 1970
- 『パイナップルでやせよう 北欧式美身法のすすめ』（インゲ&ステン・ヘゲラー、徳間書店） 1970
- 『ペーター君とマリアンネちゃん 性教育の本』（ステン・ヘゲラー、共訳、大光社） 1970
- 『チビっ子猛語録』（S・ハンセン等、共訳、二見書房） 1972
- 『性・愛』（インゲ&ステン・ヘゲラー、ビーバン・クリスチーナ共訳、立風書房） 1973
- 「バイキングのビッケ」シリーズ（ルーネル・ヨンソン、評論社、児童図書館・文学の部屋）
  1. 『ビッケと赤目のバイキング』 1974
  2. 『ビッケと空とぶバイキング船』 1974
  3. 『ビッケと弓矢の贈りもの』 1974
  4. 『ビッケと木馬の大戦車』 1974
  5. 『ビッケのとっておき大作戦』 2012
- 『ファロス シンボルの世界史』（トーキル・ヴァンゴーア、講談社） 1974
- 『性の世界記録 この偉大なる人類の実績』（G・L・サイモンズ、光文社、カッパ・ブックス） 1975
- 「探偵キム」シリーズ（イエンス・K・ホルム、評論社、児童図書館・文学の部屋）、のちてのり文庫　
  1. 『探偵キムと仲間たち』 1975
  2. 『探偵キムと盗まれた宝』 1976　
  3. 『探偵キムと消えた警官』 1976　
  4. 『探偵キムと作られた幽霊』 1976　
  5. 『探偵キムと崖屋敷の秘密』 1976　
  6. 『探偵キムと海べの足跡』 1976　
  7. 『探偵キムと青いオウム』 1976　
  8. 『探偵キムと港祭り事件』 1977
  9. 『探偵キムと二人のスパイ』 1977
  10. 『探偵キムと宝石のありか』 1977
- 『北欧と新ヨーロッパ』（アンネシュ・ビヤットネス、高文堂出版社、北欧法双書） 1992
- 『なぜ女は女が嫌いなのか もっと上手につきあう知恵』（シェア・ハイト、祥伝社） 1999
- 『オーガズム・パワー 真実の告白 / ハイト・リポート』（シェア・ハイト、祥伝社黄金文庫） 2000
- 『女はなぜ出世できないか / ハイト・リポート』（シェア・ハイト、東洋経済新報社） 2001

## 参考
- 石渡利康博士略歴及び主たる業績 (石渡利康博士古稀記念号) 国際関係研究 2006-03